# 大渕幹大
大渕 幹大（おおぶち もとひろ、1974年8月5日 - ）は、北海道出身の元プロバスケットボール選手である。ポジションはフォワード。　現在はパシフィックアクセス・スポーツ 代表取締役、フィジカルリクエスト株式会社 代表取締役、リクエストインターナショナル株式会社 代表取締役、株式会社ファシリテイト 代表取締役。

## 来歴
札幌日大高校、専修大学を経て1997年に大和証券に入社。
2000年に大和証券から引き継いだ新潟アルビレックスに引き続き所属。
2001年、日立に移籍。
2004年、引退。
2006年、パシフィックアクセス・スポーツ株式会社を設立。代表取締役。バスケットボール選手を中心とするプロスポーツのマネジメントを手掛けている。
2010年、フィジカルリクエスト株式会社を設立。代表取締役。食品・健康食品・生活雑貨の企画・製造・卸・販売事業を手掛けている。
2011年、リクエストインターナショナル株式会社を設立。代表取締役。電気バイクの製造・販売を中心とするエコ関連事業を手掛けている。
2013年、株式会社ファシリテイトを設立。代表取締役。

## 経歴
- 札幌日大高校 - 専修大学 - 大和証券/新潟アルビレックス（1997年〜2001年） - 日立（2001年〜2004年）

## 日本代表歴
- 22歳以下アジア選手権
- ASIA BASKETBALL SUPER LEAGUE
- JONES CUP